# آریانه کائویلی
آریانه کائویلی (اسپانیایی: Arianne Caoili‎); (ارمنی: Արիանա Բո Կաոիլի)‏ ۲۲ دسامبر ۱۹۸۶ – ۳۰ مارس ۲۰۲۰) شطرنج‌باز اهل فیلیپین-استرالیا-ارمنستان بود. عنوان استاد بین‌المللی زنان توسط فیده به وی اعطا گردید. در مسابقات قهرمانی شطرنج ۲۰۰۹
زنان اقیانوسیه برنده شد و در هفت المپیاد شطرنج زنان نیز به رقابت پرداخت. در روز ۳۰ نوامبر ۲۰۱۷ با لوون آرونیان در صومعه سده ۱۳امی ساغموساوانک ازدواج نمود. پس از اینکه خودروی وی به ستون پلی در ایروان برخورد نمود به بیمارستان انتقال یافت و سرانجام پس از دو هفته در روز ۳۰ مارس ۲۰۲۰ درگذشته است.
| به‌دلیل برخی مشکلات فنی، نمودارها موقتاً قابل مشاهده نیستند. اطلاعات بیشتر پیرامون این مشکل در فابریکاتور و وبگاه مدیاویکی در دسترس است. | |
| | به‌دلیل برخی مشکلات فنی، نمودارها موقتاً قابل مشاهده نیستند. اطلاعات بیشتر پیرامون این مشکل در فابریکاتور و وبگاه مدیاویکی در دسترس است. |

## نگارخانه

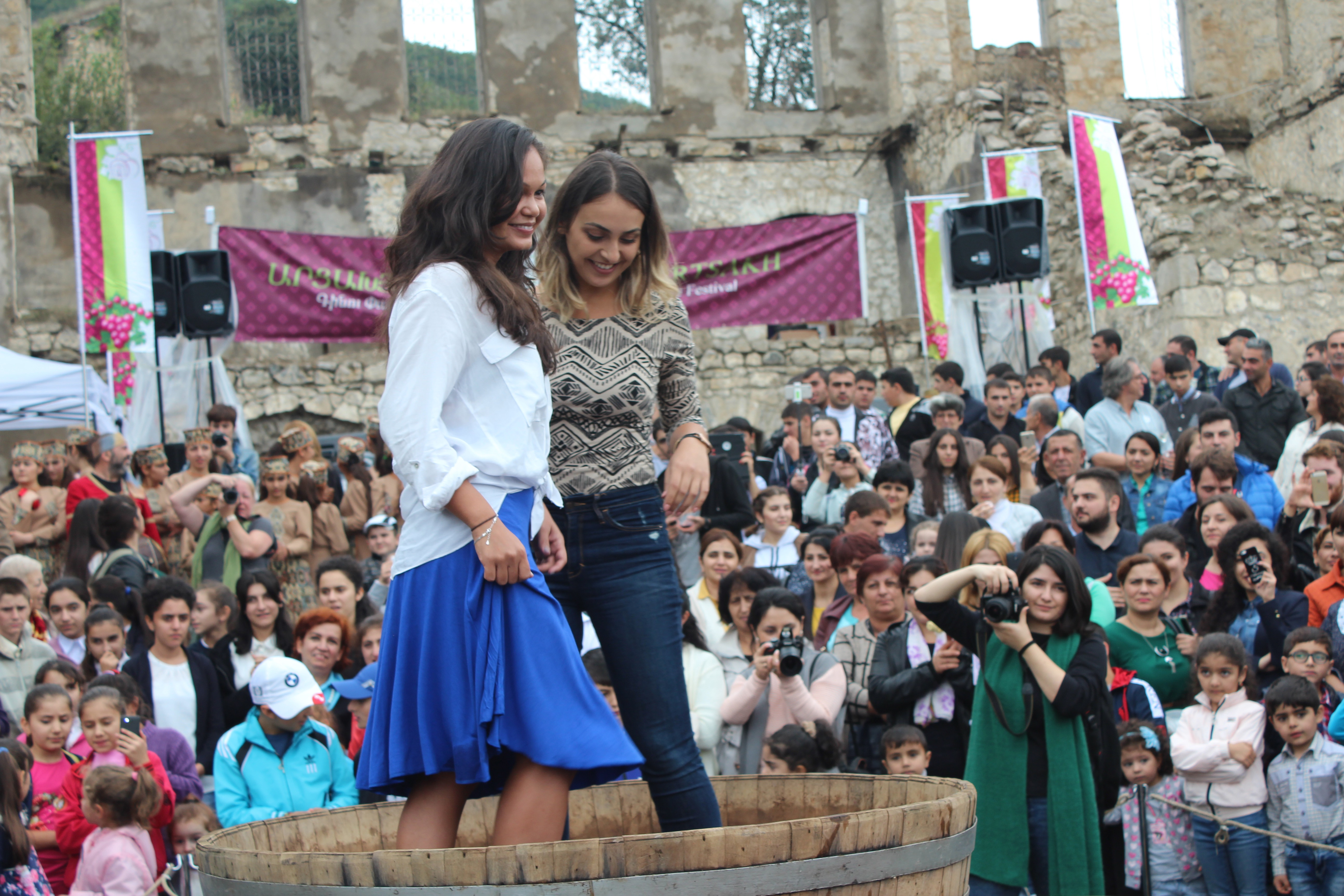
آریانه کائویلی (چپ) در سومین دوره جشنواره شراب آرتساخ